# Oslo Open 1974
L'Oslo Open 1974 è stato un torneo di tennis giocato su campi indoor. È stata la 1ª edizione del torneo, che fa parte del Commercial Union Assurance Grand Prix 1974. Si è giocato ad Oslo in Norvegia, dall'11 al 16 novembre 1974.

## Campioni

### Singolare
Jeff Borowiak ha battuto in finale  Karl Meiler con il punteggio di 6–3 6–3

### Doppio
Karl Meiler /  Haroon Rahim hanno battuto in finale  Jeff Borowiak /  Vitas Gerulaitis con il punteggio di 6–3, 6–2